# The Widow in the Bye Street
The Widow in the Bye Street – poemat angielskiego poety Johna Masefielda, wydany w 1912 roku w jednym woluminie z utworem The Everlasting Mercy. Utwór jest napisany strofą królewską (rhyme royal), czyli zwrotką siedmiowersową układaną pentametrem jambicznym (dziesięciozgłoskowcem), rymowaną ababbcc, występującą w poezji angielskiej od XIV wieku. Formy tej Masefield użył także w poematach Dauber, King Cole i Daffodil Fields. Utwór The Widow in the Bye Street opowiada historię wdowy Gurney, która traci zmysły po tym, jak jej syn Jimmy zostaje powieszony za popełnioną zbrodnię.